# Topografie (Messtechnik)
Der Begriff Topografie (von altgriechisch τόπος tópos, deutsch ‚Ort‘, und γράφειν grafeïn, deutsch ‚zeichnen‘ bzw. ‚beschreiben‘; wörtlich ‚Ortsbeschreibung‘) – auch Oberflächenbeschaffenheit – bezeichnet im Bereich der Messtechnik die Beschreibung sowohl der geometrischen
Gestalt als auch der physikalischen und chemischen Eigenschaften von technischen Oberflächen oder Mikrostrukturen.
Die Beschreibung der Topografie (Oberflächenrauheit, Oberflächengestalt usw.) basiert in der Regel auf Daten von Messverfahren wie mechanischen und optischen Profilometern oder Rasterkraftmikroskopen.